# Малые Коноплицы
Малые Коноплицы (бел. Малыя Канапліцы) — деревня в Старосельском сельсовете Рогачёвского района Гомельской области Беларуси.

## География

### Расположение
В 36 км на северо-восток от районного центра и железнодорожной станции Рогачёв (на линии Могилёв — Жлобин), 156 км от Гомеля.

### Гидрография
На реке Друть (приток реки Днепр).

## Транспортная сеть
Транспортные связи по просёлочной, затем автомобильной дороге Старое Село — Рогачёв. Планировка состоит из прямолинейной меридиональной улицы (вдоль реки и её поймы), застроенной двусторонне, деревянными домами усадебного типа.

## История
Известна с XIX века, когда переселенцы из соседних деревень, преимущественно из деревни Коноплицы, основали здесь селение. В 1909 году 701 десятина земли, в Кистенёвской волости Рогачёвского уезда Могилёвской губернии. В 1913 году открыта школа, которая размещалась в наёмном крестьянском доме.
В 1930 году организован колхоз. Во время Великой Отечественной войны оккупанты в феврале 1944 года сожгли деревню. Освобождена 24 февраля 1944 года. 29 жителей погибли на фронте. Согласно переписи 1959 года в составе подсобного хозяйства районного объединения «Сельхозхимия» (центр — деревня Станьков). Располагалась библиотека.

## Население

### Численность
- 2004 год — 44 хозяйства, 85 жителей.

### Динамика
- 1909 год — 50 дворов, 269 жителей.
- 1940 год — 103 двора, 492 жителя.
- 1959 год — 224 жителя (согласно переписи).
- 2004 год — 44 хозяйства, 85 жителей.